# Alejandro Majewski
Alejandro Majewski (1937) è un ex calciatore uruguaiano, di ruolo centrocampista. Negli Stati Uniti era noto con il nome di Alex.
Anche il fratello Francisco fu calciatore.

## Carriera

### Club
Ha iniziato la carriera agonistica nel Penarol, prima di passare nel 1962 al Fénix che lascerà nello stesso anno per trasferirsi in Messico al Monterrey.
Sempre in Messico militò nel Deportivo Veracruz.
Nella stagione 1968 militò con gli statunitensi del Chicago Mustangs, raggiungendo il secondo posto della Lakes Division.

### Nazionale
Majewski militò nella nazionale di calcio dell'Uruguay, vestendo la maglia della Celeste in 4 occasioni.